# Krásný Dvůr
Krásný Dvůr é uma comuna checa localizada na região de Ústí nad Labem, distrito de Louny.